# 帝龍屬
帝龍屬（學名︰Dilong） 是一種小型、具有羽毛的暴龍超科恐龍，化石從中國遼寧省北票市的義縣組陸家屯發現，年代為下白堊紀，約為1億2500萬年前。
模式種是奇異帝龍（D. paradoxus），是由徐星等人在2004年命名。種小名的paradoxus是古希臘文「παράδοξον」，意即「奇異」。

## 敘述

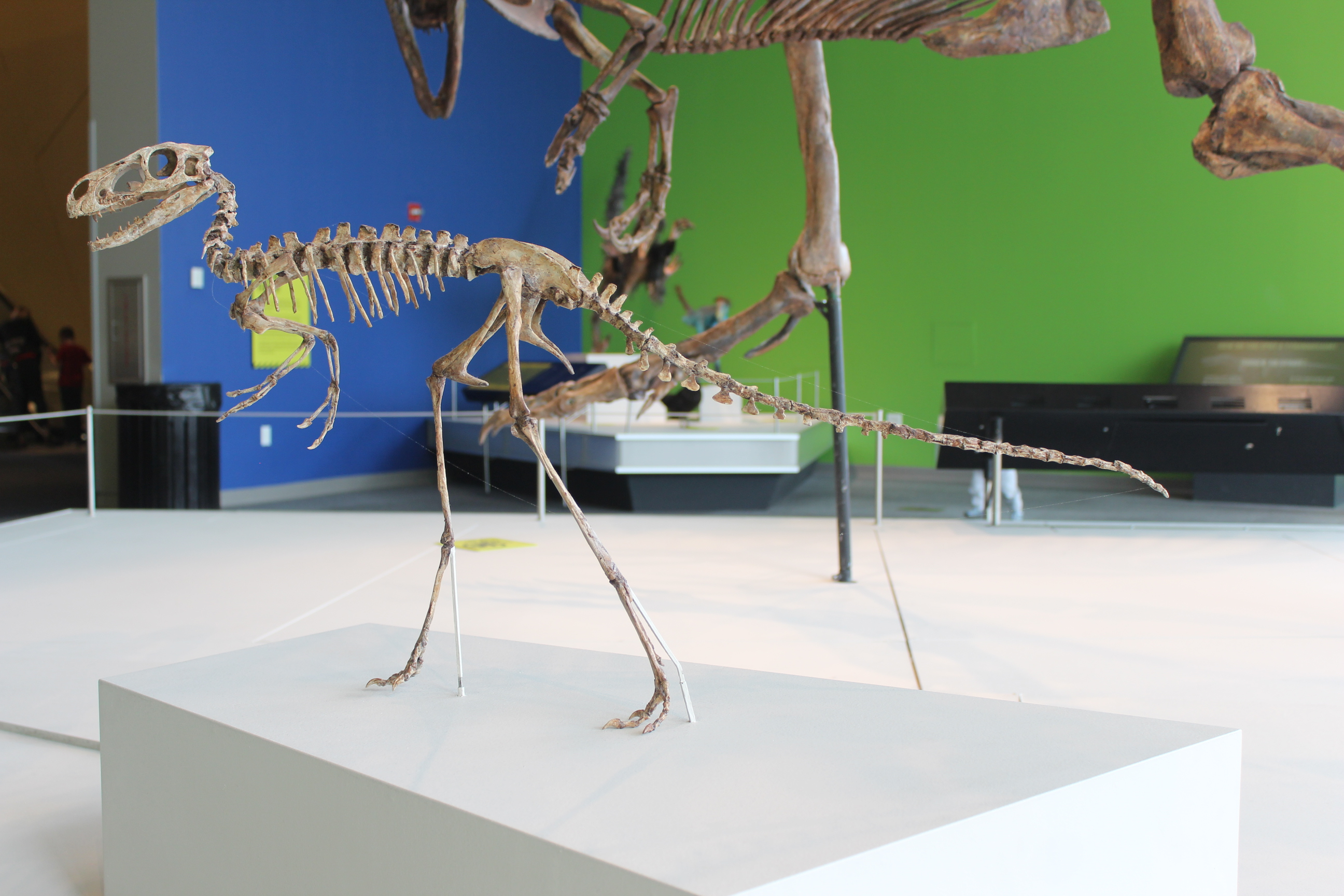
根據正模標本裝設的未成年帝龍骨架模型

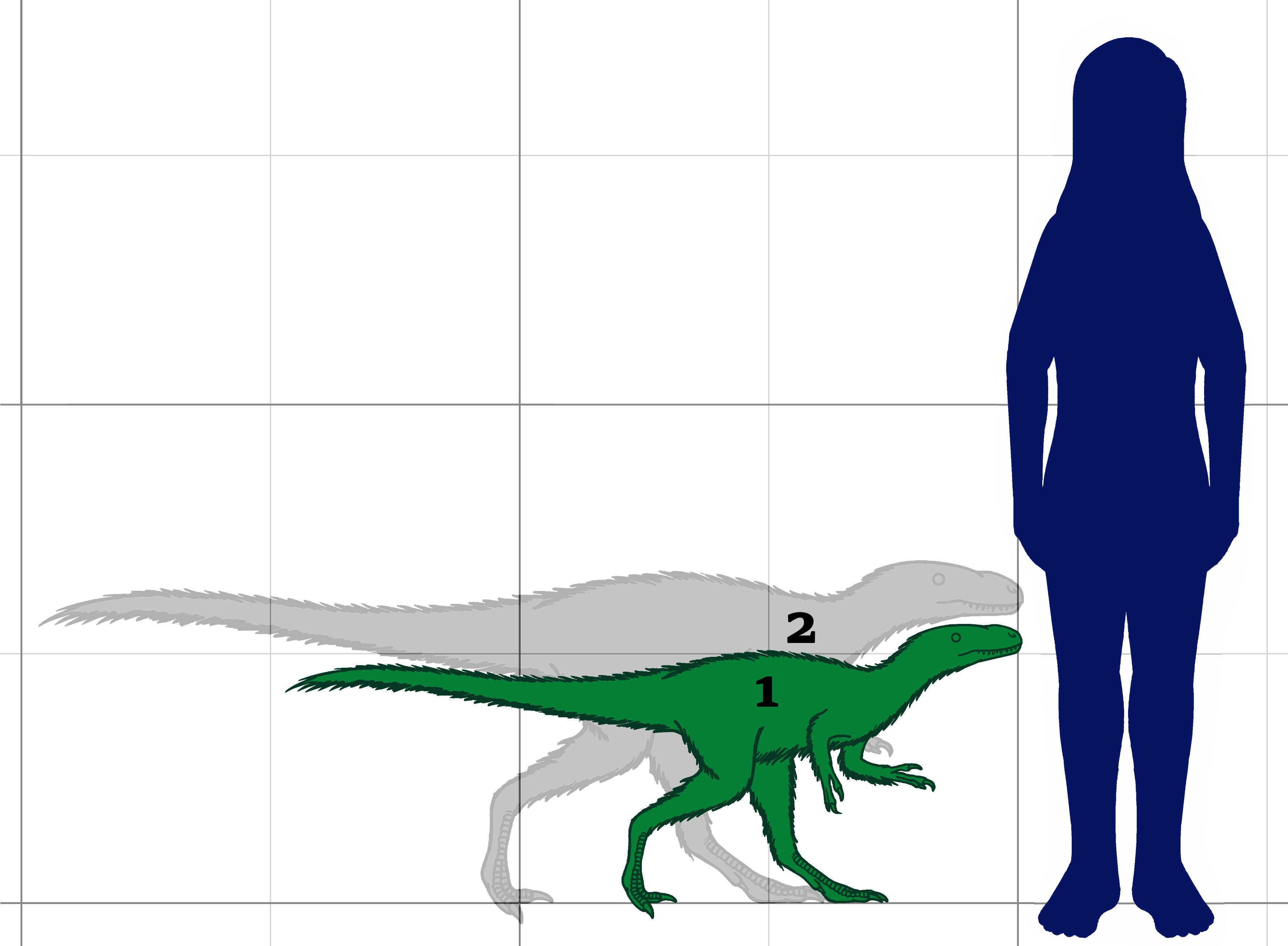
帝龍與人類的體型比較圖。深色為正模標本的復原體型，淺色為成年帝龍的可能體型

模式標本（編號IVPP 14243）是一個幾乎完整、部分關節仍連接的頭骨與骨骼，身長約1.6米長，被認為是個幼年個體，成年個體身長可能有2公尺。其他化石包含：一個幾乎完整的頭骨與前段薦椎、一個頭骨、以及一個可能屬於帝龍或其他屬的頭骨。

### 羽毛
帝龍是最早、最原始的暴龍超科之一，且有著簡易的原始羽毛。羽毛痕跡可在帝龍的下頜及尾巴看到。這些羽毛並不類似現今的鳥類羽毛，缺少了中央的羽軸，用作保暖而不是飛行。在加拿大艾伯塔省及蒙古發現的成年暴龍類，其皮膚上有一般恐龍的鱗片。在2004年，徐星等人認為暴龍超科的身體不同部分皮膚，分別覆蓋者鱗片或羽毛。他們並認為有可能幼龍是有羽毛，但成長後會脫落，因為不需要羽毛保暖。

## 分類
當帝龍被發現時，牠們被認為是最原始、年代最早的暴龍超科。在2007年，艾倫.特納（Alan Turner）等人重新研究虛骨龍類各支系的演化關係。他們提出帝龍不屬於暴龍超科，帝龍比虛骨龍衍化，但比美頜龍科原始。在2010年，湯瑪斯·卡爾（Thomas Carr）、湯瑪斯·威廉森（Thomas Williamson）在命名Bistahieversor時，將帝龍重新歸類於暴龍超科，而非更衍化的虛骨龍類演化支。

## 外部連結
- New Scientist news article （页面存档备份，存于）
- Nature news article （页面存档备份，存于）
- Original Nature article as a PDF （页面存档备份，存于）
- MSNBC article with a picture （页面存档备份，存于）
- Mounted Dilong skeleton （页面存档备份，存于）